# Glossofobia
Glossofobia (do grego: glōssa (γλῶσσα), "língua" + fobos (φόβος), "medo" ou "temor") é o medo de falar em público.
Muitas pessoas apenas possuem esta fobia, enquanto outras podem também possuir sociofobia.
O medo de palco pode ser um sintoma de glossofobia.

## Sintomas
Alguns sintomas são:
- ansiedade intensa antes de, ou simplesmente a ideia de ter de se comunicar verbalmente com qualquer grupo,
- evitar eventos que foquem a atenção do grupo sobre indivíduos na assistência,
- desconforto físico, náuseas, ou sensação de pânico nestas circunstâncias.

Os sintomas mais específicos da ansiedade da fala podem agrupar-se em três categorias: física, verbal e não verbal. Os sintomas físicos resultam do sistema nervoso simpático responder à situação com uma "reação de lutar ou fugir". Estes sintomas incluem acuidade auditiva, aumento da frequência cardíaca, aumento da pressão arterial, pupilas dilatadas, aumento da transpiração, aumento do consumo de oxigénio, rigidez dos músculos do pescoço/parte superior das costas e boca seca. Os sintomas verbais incluem, mas não estão limitados, a uma voz tensa, a um tremor na voz, à repetição de "Umms" e "Ahhs" - pausas vocalizadas - que tendem a confortar oradores ansiosos.
Muitas pessoas relatam transtornos da fala induzidos pelo stresse que apenas ocorrem durante discursos públicos. Alguns glossofóbicos conseguem dançar, atuar em público, ou até falar (como numa peça de teatro) e cantar, desde que não vejam o público ou se sentirem que estão a apresentar um personagem em vez de si próprios.
Estima-se que 75% de todos os oradores sente algum nível de ansiedade/nervosismo durante discursos públicos.

## Ajuda
Algumas organizações, como a Toastmasters International, a POWERtalk International ou a Association of Speakers Clubs, e cursos de formação sobre como falar em público podem ajudar a reduzir o medo a níveis aceitáveis. Materiais de autoajuda sobre como falar em público estão entre os mais procurados tópicos de autoajuda.
Algumas pessoas afetadas pela glossofobia recorrem a determinados tipos de drogas, tipicamente betabloqueantes, para tratar temporariamente a sua fobia.